# امپراتور گوانگ‌وو هان
امپراتور گوانگ‌وو با نام تولد لیو شیو، نخستین امپراتور دودمان هان شرقی بود.

## تصویرسازی مدرن
- در سریال تلویزیونی «جا میونگ گو» محصول شبکه SBS در سال ۲۰۰۹ حضور داشت.
- این نقش توسط یوان هونگ در فیلم «همواره آواز می‌خوانم» به تصویر کشیده شده است.